# Hranice (ort i Tjeckien, Olomouc)
Hranice är en stad i Tjeckien.   Den ligger i distriktet Okres Přerov och regionen Olomouc, i den östra delen av landet, 250 km öster om huvudstaden Prag. Hranice ligger 261 meter över havet och antalet invånare är 19 582.
Terrängen runt Hranice är platt åt sydost, men åt nordväst är den kuperad. Runt Hranice är det ganska tätbefolkat, med 86 invånare per kvadratkilometer. Närmaste större samhälle är Valašské Meziříčí, 19,0 km öster om Hranice. Trakten runt Hranice består till största delen av jordbruksmark.